# Doctor Fausto
Doctor Fausto (título original en alemán: Doktor Faust) es una ópera de Ferruccio Busoni con un libreto del propio compositor basado en el mito de Fausto. Busoni trabajó en la ópera, que él pretendía que fuera su obra maestra, entre los años 1916 y 1924, pero aún estaba inacabada cuando murió. Su alumno Philipp Jarnach terminó la ópera póstumamente. Más recientemente, en 1982, Antony Beaumont completó la ópera usando esbozos de Busoni que antes se pensó que estaban perdidos. Nancy Chamness ha publicado un análisis del libreto de Doktor Faust y una comparación con el de Goethe.

## Historia de las representaciones
Doctor Fausto tuvo su estreno en el Teatro estatal de Sajonia (Sächsiches Staatstheater), en Dresde, el 21 de mayo de 1925, usando la versión terminada por Philipp Jarnach. El estreno fue dirigido por Fritz Busch, producido por Alfred Reucker y diseñado por Karl Danneman. A lo largo de los siguientes años la ópera fue interpretada en muchos de los teatros de ópera de Alemania, incluyendo los de Dortmund, Duisburgo, Karlsruhe, Weimar y Hanóver en 1925; Hanóver y Wiesbaden en 1926; y Stuttgart, Dortmund, Hanover, Colonia, Leipzig, Hamburgo y Fráncfort del Meno en 1927. La obra fue interpretada en Praga, la primera representación fuera de Alemania, en junio de 1928.
La primera representación en Inglaterra fue el 17 de marzo de 1937 en una versión de concierto presentada en el Queen's Hall, de Londres, dirigida por Adrian Boult. La ópera la cantaron en una traducción al inglés preparada por Edward J. Dent y protagonizada por Dennis Noble como Faust y Parry Jones como Mefistófeles.
La ópera se estrenó en Italia en el Maggio Musicale Fiorentino el 28 de mayo de 1942 bajo la batuta de Fernando Previtali y la protagonizó Enzo Mascherini como Fausto, Renato Gigli como Mefistófeles y Augusta Oltrabella como la duquesa. 
La primera interpretación de Doctor Fausto en Francia tuvo lugar en el Teatro de los Campos Elíseos el 19 de junio de 1963. Poco después, la obra tuvo su estreno en los Estados Unidos el 1 de diciembre de 1964 en formato de concierto presentado por la American Opera Society en el Carnegie Hall. La producción fue dirigida por Jascha Horenstein y lo protagonizó Dietrich Fischer-Dieskau en el rol titular con George Shirley como Mefistófeles e Ingrid Bjoner como la Duquesa de Parma.
Esta ópera rara vez se representa en la actualidad; en las estadísticas de Operabase aparece con sólo ocho representaciones para el período 2005-2010.

## Personajes
| Personajes | Tesitura         | Elenco del estreno, 21 de mayo de 1925 (Director: Fritz Busch)                                                                      |
| --- | ---------------- | --- |
| El poeta | hablado          | Erich Ponto |
| Doktor Faust | barítono         | Robert Burg |
| Wagner, su fámulo, más tarde Rector magnificus                                                                                 | bajo             | Willy Bader |
| Mefistófeles, sexta voz, un hombre vestido de negro, un monje, un heraldo, capellán de la corte, correo, sereno                | tenor            | Theo Strack |
| El duque de Parma | tenor o barítono | Josef Correck |
| La duquesa de Parma | soprano          | Meta Seinemeyer |
| Maestro de Ceremonias | bajo             | Adolf Schoepflin |
| El hermano de la chica, un soldado                                                                                             | tenor o barítono | Rudolf Schmalnauer |
| Un teniente | tenor            | Ludwig Eybisch |
| Primer estudiante de Cracovia                                                                                                  | tenor            | E. Meyerolbersleben |
| Segundo estudiante de Cracovia                                                                                                 | tenor            | Paul Schöffler |
| Tercer estudiante de Cracovia                                                                                                  | bajo             | Wilhelm Moy |
| Teólogo | barítono         | Robert Büssel |
| Estudiante de derecho | barítono         | Wilhelm Moy |
| Naturalista | barítono         | Heinrich Hermanns |
| Primer estudiante de Wittenberg                                                                                                | tenor            | Heinrich Tessmer |
| Segundo estudiante de Wittenberg                                                                                               | tenor            | E. Meyerolbersleben |
| Tercer estudiante de Wittenberg                                                                                                | tenor            | Ludwig Eybisch |
| Cuarto estudiante de Wittenberg                                                                                                | barítono         | Paul Schöffler |
| Gravis, primera voz de espíritu                                                                                                | bajo             | Heinrich Hermanns |
| Levis, segunda voz de espíritu                                                                                                 | bajo             | Robert Büssel |
| Asmodus, tercera voz de espíritu                                                                                               | barítono         | Paul Schöffler |
| Beelzebuth, cuarta voz de espíritu                                                                                             | tenor            | Heinrich Kuppinger |
| Megäros, quinta voz de espíritu                                                                                                | tenor            | Ludwig Eybisch |
| Voces de lo alto |                  | Erna Berger Irmgard Quitzow Adelma von Tinty Elfriede Haberkorn Ludwig Eybisch E. Meyerolbersleben Paul Schöffler Heinrich Hermanns |
| Coro: parroquianos, voces de espíritu, soldados, correos, católicos y luteranos estudiantes, cazadores, campesinos; Bailarines |                  | |

## Grabaciones
Sonoras
- Dietrich Fischer-Dieskau, William Cochran, Hildegard Hillebrecht, Anton de Ridder, Karl Christian Kohn; Coro y orquesta sinfónica de la Radio de Baviera; Ferdinand Leitner, director (Deutsche Grammophon; versión de Jarnach, tomada de una representación en vivo, con cortes en la partitura.[13][14]

- Dietrich Henschel, Kim Begley, Torsten Kerl, Eva Jenisova, Detlef Roth, Dietrich Fischer-Dieskau (narrador); Orquesta y Coro de la Ópera Nacional de Lyon; Kent Nagano, director (Erato; edición Beaumont, con elección de la escena final de Jarnach o la de Beaumont a través de la programación del CD.

En video
- Thomas Hampson, Gregory Kunde, Sandra Tratmigg; Coro y orquesta del teatro de la ópera de Zúrich; Philippe Jordan, director (Arthaus Musik DVD y Blu-ray Disc; versión Jarnach, tomada de representaciones en público, con cortes en la partitura.